# الدالية
الدالية أو الدّيلي بالفرنسية (ad-déli) بلدة وناحية الدالية في منطقة جبلة في محافظة اللاذقية. بلغ عدد سكان الناحية 13608 نسمة حسب تعداد عام 2004.
يحدها من الغرب ناحية القطيلبية ومن الشمال ناحية بيت ياشوط.